# Bauhinia estrellensis
Bauhinia estrellensis är en ärtväxtart som beskrevs av Emil Hassler. Bauhinia estrellensis ingår i släktet Bauhinia och familjen ärtväxter. Inga underarter finns listade i Catalogue of Life.